# CHO細胞

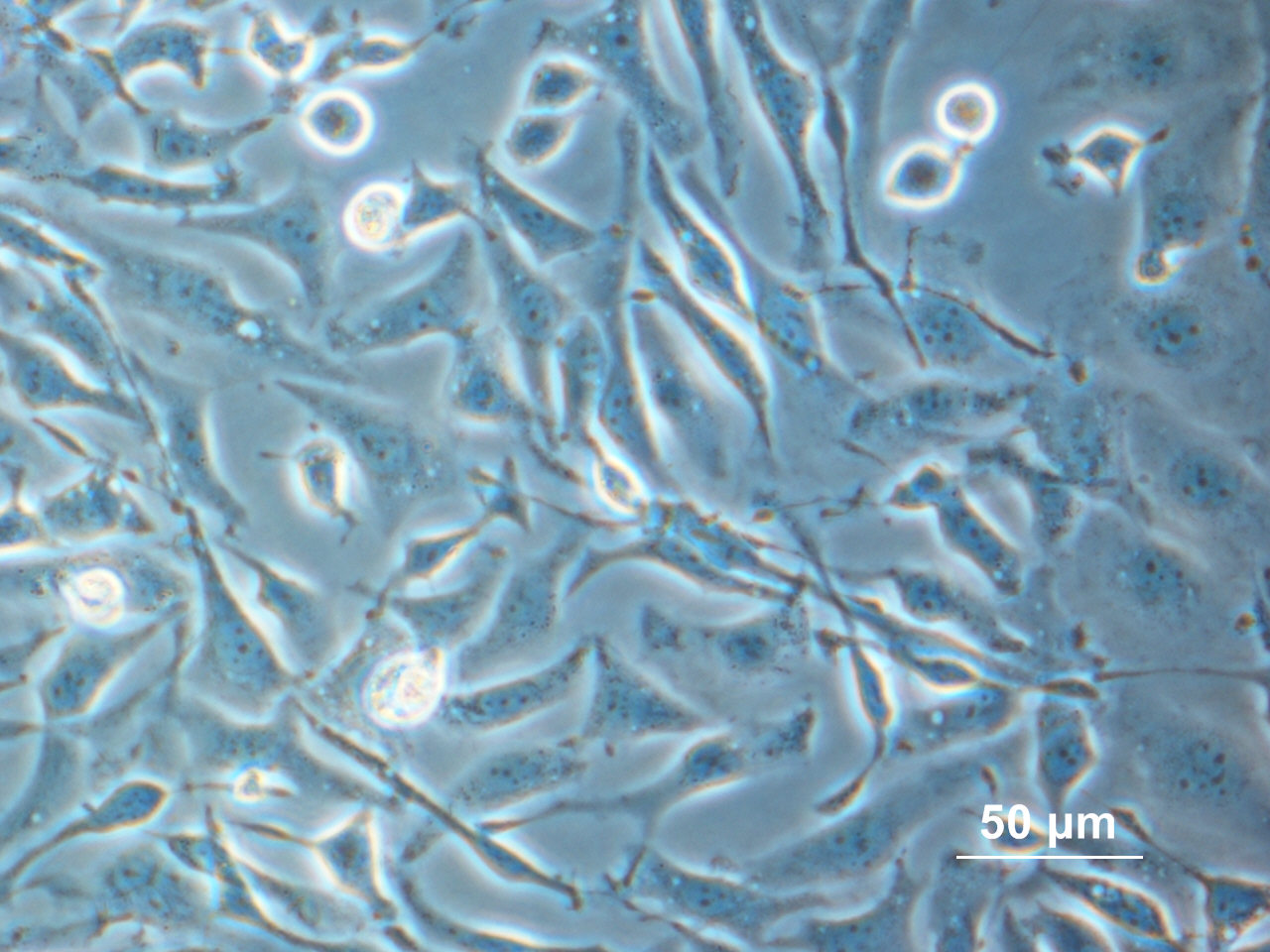
CHO細胞

CHO（Chinese hamster ovary cell）是源自中國倉鼠卵巢的上皮細胞系，通常應用於生物學和醫學研究，並且在商業上用於生產具治療性的蛋白質。它們已廣泛用於遺傳學、毒性篩選，以及營養方面和基因表達的研究，特別是表達重組蛋白。CHO細胞同時是用於重組蛋白治療劑工業生產的最常用的哺乳動物宿主。

## 歷史
中國倉鼠自1919年以來就被廣泛用於多項研究，可以代替小鼠來引肺炎鏈球菌入其體內。隨後發現它們是傳播內臟性利什曼病的極佳載體，促進對疾病的研究。1948年，中國倉鼠首次在美國的實驗室內的繁殖。 1957年，西奧多·帕克從波士頓癌症研究基金會的喬治·耶甘尼安（George Yerganian）實驗室獲得一隻雌性的中國倉鼠，並且利用它衍生了原始的中國倉鼠卵巢細胞。CHO細胞自此成為多項硏究中首選的細胞系，因為它們在懸浮培養中會快速生長，並且具有蛋白質產量高的特點。中國倉鼠的染色體數非常低，因此是輻射細胞遺傳學和組織培養的良好模型。同時，所有CHO細胞系均不會合成脯氨酸及表達表皮生長因子受體（EGFR），使其成為研究各種EGFR突變的理想選擇。

## 變異體
自從在1956年描述了原始的CHO細胞系以來，多位研究人員已因各種目的而開發了該細胞系的許多變異體。1957年，從單個CHO細胞克隆中產生了CHO-K1細胞，而利用甲磺酸乙酯誘變CHO-K1細胞後，會產生缺乏二氫葉酸還原酶（DHFR）活性的細胞系CHO-DXB11。然而，這些細胞經過誘變後可能會被還原，並且具有DHFR活性，從而使其在研究中的實用性受到限制。隨後，利用伽瑪射線誘變CHO細胞，以產生一種新的細胞系，其中DHFR基因座的兩個等位基因都被完全消除，並且稱其為CHO-DG44。這些DHFR缺陷型菌株需要甘氨酸、次黃嘌呤和胸腺嘧啶核苷才能生長。具有DHFR突變的細胞系可用於基因工程，因為可以在缺乏胸苷的培養基中，輕鬆篩選出轉染了目標基因及DHFR基因功能拷貝的細胞，故而缺乏DHFR的CHO細胞亞型是最廣泛用於蛋白質工業生產的CHO細胞。

## 基因工程
在CHO細胞中完成的大部分基因工程都是在缺乏DHFR的CHO細胞中進行的。這種遺傳選擇方案，仍然是建立用於生產重組治療性蛋白的轉染CHO細胞的標準方法之一。該過程始於將目標基因和DHFR基因分子克隆到單個哺乳動物的表達系統中。然後將攜帶兩個基因的質粒DNA轉染到細胞中，並且使細胞在缺乏胸腺嘧啶核苷的培養基中，以選擇性條件生長。存活的細胞會具有外源DHFR基因，以及其基因組中整合的目的基因。每個細胞系的生長速率和重組蛋白生產水平差異很大。為了獲得一些具有所需表型特徵的穩定轉染的CHO細胞，可能需要評估數百個候選細胞系。

## 工業用途
CHO細胞是應用於大規模生產治療性蛋白質的最常見哺乳動物細胞系，每公升培養物可以生產3至10克的重組蛋白。CHO細胞也可以對重組蛋白進行轉譯後修飾。

## 外部連結
- Cellosaurus entry for CHO（页面存档备份，存于）
- Cellosaurus entry for CHO-DG44（页面存档备份，存于）
- Cellosaurus entry for CHO-DXB11（页面存档备份，存于）